# Cuadrante (instrumento)
El cuadrante es un antiguo instrumento utilizado para medir ángulos en astronomía y navegación. Se le llama así porque consiste en una placa metálica con forma de un cuarto de círculo. El arco está graduado, y en uno de sus lados hay dos mirillas (para dirigirlo hacia el astro deseado). Del vértice cuelga una plomada que indica la dirección vertical. La lectura se obtiene a partir de la posición de la cuerda de la plomada sobre el arco graduado. Entre sus aplicaciones se encuentran la de medir la altura de los astros, que es el ángulo formado por el horizonte y la mirada que dirigimos al astro en cuestión y para hallar la latitud.

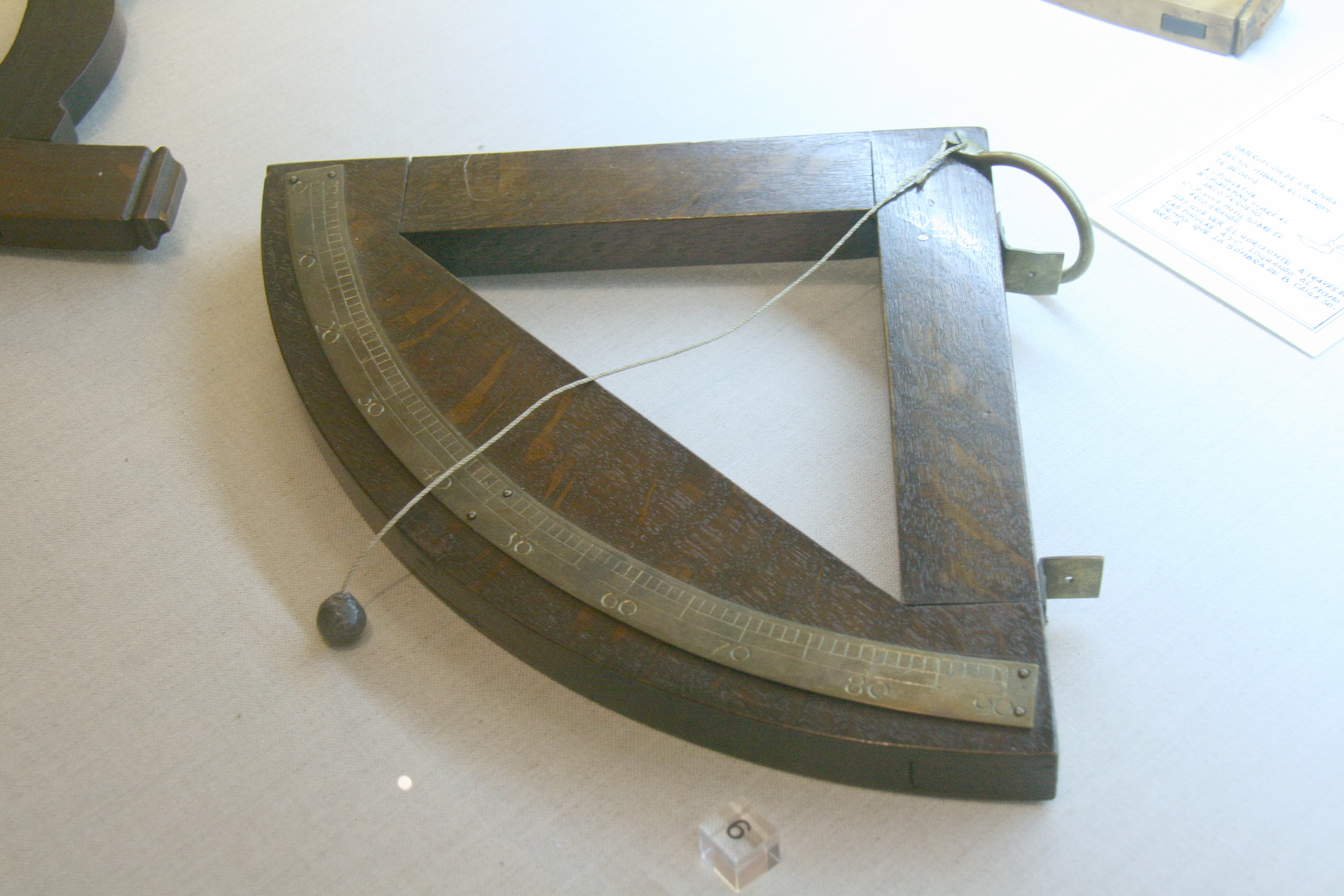
Cuadrante marino

El cuadrante se utilizó en la astronomía y navegación para fines de ubicación. Los astrónomos lo usaban para medir la altura de los astros con respecto al horizonte. Los marinos lo usaban sobre todo para determinar la latitud a la que se encontraban (midiendo la altura sobre el horizonte de la estrella polar o el del sol de mediodía) y para calcular la hora (midiendo la altura del sol).
Como cualquier instrumento graduado, el cuadrante es más preciso cuanto mayor es su tamaño. Para navegar, bastaban cuadrantes pequeños, que eran fáciles de sostener para un marino. En el siglo XVI el astrónomo danés Tycho Brahe, que se dedicó a mejorar las observaciones y mediciones astronómicas de la época (financiado por el rey de Dinamarca), fabricó cuadrantes de hasta dos metros de radio. Se necesitaban varias personas para moverlos, pero con ellos Tycho realizó las observaciones astronómicas más precisas que se habían hecho hasta entonces. De hecho, sus mediciones ayudaron a Johannes Kepler a descubrir que las órbitas de los planetas son elípticas.